# New Earswick
New Earswick – osada i civil parish w Anglii, w North Yorkshire, w dystrykcie (unitary authority) York. W 2011 civil parish liczyła 2737 mieszkańców.